# Tigist Assefa
Tigist Assefa, née le 3 décembre 1996 à Addis-Abeba, est une athlète éthiopienne spécialiste des courses de fond, détentrice du record du monde du marathon en 2 h 11 min 53 s en 2023/2024, avant que ce record soit battu à son tour par la kényane Ruth Chepngetich en octobre 2024.

## Biographie
Coureuse de 800 mètres à ses débuts, elle remporte la médaille de bronze des championnats d'Afrique juniors 2013 et se classe 4e des championnats d'Afrique 2014. Sur cette distance, elle possède un record personnel à 1 min 59 s 24. Qualifiée pour les Jeux olympiques d'été à Rio, en 2016, elle ne parvient pas à franchir le premier tour de la compétition. À la suite d'une blessure persistante au tendon d’Achille, Tigist Assefa se retire ensuite des pistes d’athlétisme pendant deux ans pour se soigner. Puis elle décide de s'aligner sur des courses sur route.

### Record du monde du marathon (2023)
Le 25 septembre 2022, elle remporte le Marathon de Berlin en 2 heures 15 minutes et 37 secondes, temps constituant la troisième performance mondiale de l'histoire.
Le 24 septembre 2023, au cours du Marathon de Berlin, elle parcourt la distance en 2 h 11 min 53 s, améliorant de 2 min 11 s le record du monde du marathon de la Kényane Brigid Kosgei,, avant que ce record du monde féminin du marathon soit battu à son tour par la kényane Ruth Chepngetich au marathon de Chicago 2024  en octobre 2024, en 2 h 9 min 57 s.

### Jeux olympiques (2024)
En 2024, elle de participe au marathon des Jeux olympiques d'été, sur un parcours (aller-retour Paris-Versailles) au dénivelé inhabituel pour ce type de course. Elle n'a jamais couru un marathon olympique précédemment. Elle prend la médaille d'argent après s'être battue dans un sprint légendaire de fin de parcours avec l'athlète néerlandaise, mais d'origine éthiopienne également, Sifan Hassan,.

## Palmarès
| Date | Compétition                    | Lieu      | Résultat | Épreuve          | Temps           |
| ---- | ------------------------------ | --------- | -------- | ---------------- | --------------- |
| 2013 | Championnats d'Afrique juniors | Réduit    | 3e       | 800 m            | 2 min 5 s 6     |
| 2013 | Championnats d'Afrique juniors | Réduit    | 2e       | Relais 4 × 400 m | 3 min 42 s 2    |
| 2014 | Championnats d'Afrique         | Marrakech | 4e       | 800 m            | 2 min 0 s 43    |
| 2014 | Coupe continentale             | Marrakech | 4e       | 800 m            | 2 min 0 s 57    |
| 2022 | Marathon de Berlin             | Berlin    | 1re      | Marathon         | 2 h 15 min 37 s |
| 2023 | Marathon de Berlin             | Berlin    | 1re      | Marathon         | 2 h 11 min 53 s |
| 2024 | Jeux olympiques                | Paris     | 2e       | Marathon         | 2 h 22 min 58 s |
| 2025 | Marathon de Londres            | Londres   | 1re      | Marathon         | 2 h 15 min 50 s |

## Records
| Épreuve       | Épreuve   | Temps                | Lieu           | Date              |
| ------------- | --------- | -------------------- | -------------- | ----------------- |
| 400 m         | Plein air | 54 s 05              | Porto-Novo     | 27 juin 2012      |
| 800 mètres    | Plein air | 1 min 59 s 24        | Lausanne       | 3 juillet 2014    |
| 800 mètres    | En salle  | 2 min 02 s 01        | Metz           | 21 février 2016   |
| 10 km         | Plein air | 30 min 52 s          | Langueux       | 25 juin 2022      |
| Semi-marathon | Plein air | 1 h 7 min 28 s       | Herzogenaurach | 30 avril 2022     |
| Marathon      | Plein air | 2 h 11 min 53 s (WR) | Berlin         | 24 septembre 2023 |